# Radio- und Telefonmuseum Wertingen

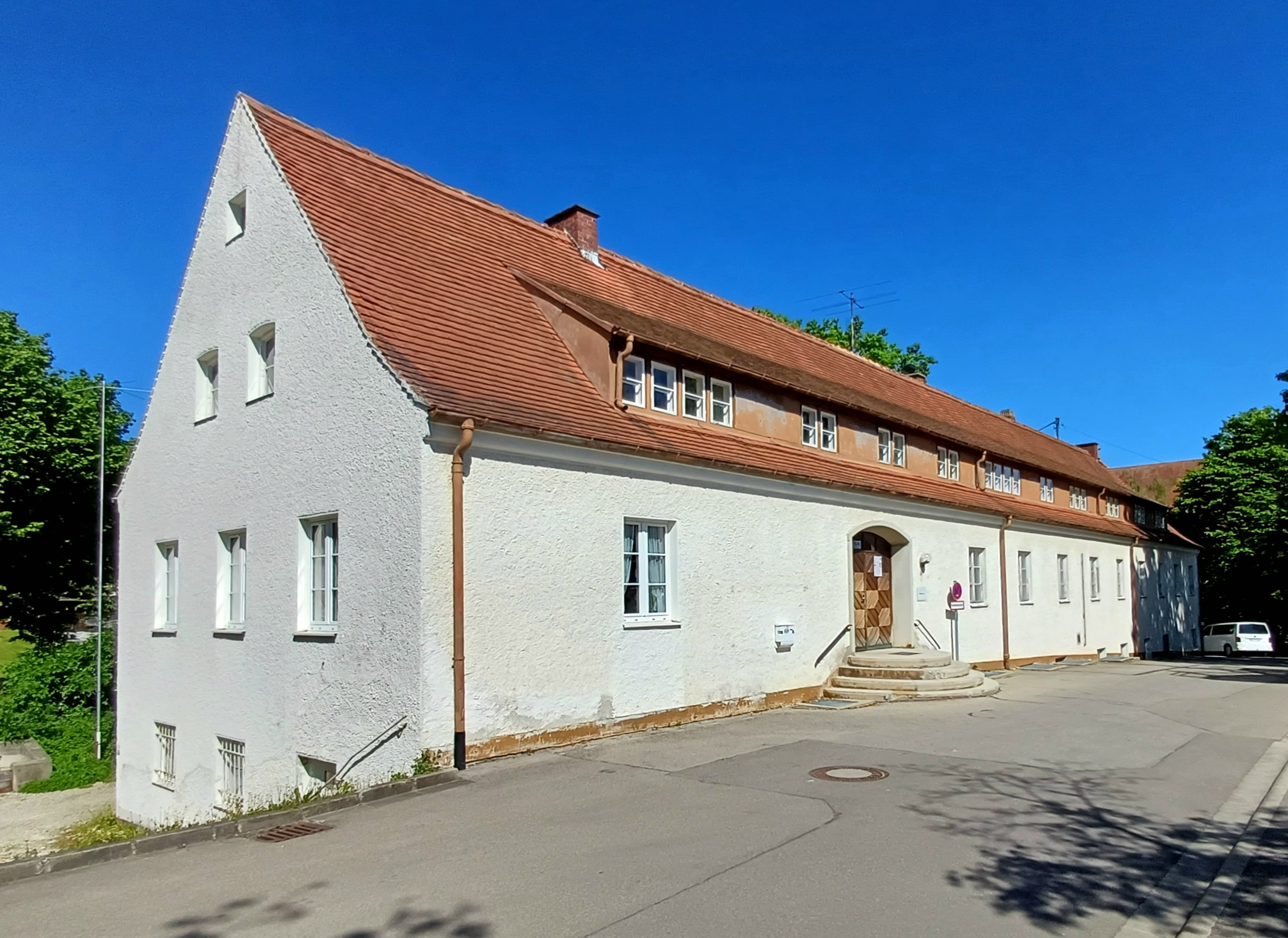
Museumsgebäude

Das Radio- und Telefonmuseum Wertingen ist ein Museum in Wertingen im Landkreis Dillingen an der Donau. Es wurde 2012 als Radiomuseum eröffnet. Im Januar 2015 wurde es um ein Telefonmuseum erweitert. Jeden dritten Sonntag im Monat, jeweils von 14 bis 17 Uhr, kann das Radio- und Telefonmuseum Wertingen in der Fére-Straße 1 besichtigt werden. In den Räumlichkeiten werden regelmäßig Vorträge jeweils ab 15 Uhr ein zur Funk- und Fernsehgeschichte präsentiert. Der Eintritt ist kostenfrei. 
Führungen sind jederzeit nach telefonischer Anmeldung bei der Stadt Wertingen unter Telefon 08272-84196 möglich.

## Radiomuseum
Die Sammlung des Radiomuseums begann als Schenkung von über 80 Rundfunkgeräten und Schallplatten von Heinz Hippele aus Geratshofen an die Stadt Wertingen im Jahr 2007 (Sammlung Hippele). Diese Sammlung ist Teil des Heimatmuseums im Schloss Wertingen. Es folgte eine weitere Schenkung von 160 Geräten durch die Witwe von Hans Wald aus Meitingen (Sammlung Wald). Bereits 2009 wurde die Eröffnung des Radiomuseums für die gesammelten Exponate der städtischen Museen angekündigt, die Eröffnung erfolgte dann im September 2012. Hinzu kam die von Heinz Maxzin, ehemals Lehrer in Augsburg, beigesteuerte Sammlung Maxzin. Eine weitere schöne Sammlung von elf Geräten erhielt das Radio- und Telefonmuseum im Juli 2016 von Miguel Frübös aus Passau.
Das Radio- und Telefonmuseum befindet sich in der ehemaligen Berufsschule in der Fére-Straße 1 und ist in fünf Ausstellungsräumen untergebracht. Zur Ausstellung gehören Rundfunkgeräte aus den Jahren von 1920 bis 1960. Insgesamt werden mehr als 600 Exponate gezeigt.

## Telefonmuseum
Den Grundstock für das Telefonmuseum bildete eine Dauerleihgabe 46 Exponate der Postlerhütte Augsburg (Sammlung Postlerhütte Augsburg). Die Sammlung des Telefonmuseums umfasst rund 220 Ausstellungsstücke der Telefongeschichte und befindet sich in einem separaten Raum.

## Orts-Sender Wertingen MW 801 kHz
2016 erhielt das Museum von der Bundesnetzagentur die Lizenz, im Museum den Ortssender Wertingen einzurichten und mit einer Leistung von einem Watt auf der Mittelwellen-Frequenz 801 kHz zu senden. Die erste Sendung zusammengestellt vom "Sendeleiter" Bernd Schmid, ehrenamtlicher Mitarbeiter des Radio- und Telefonmuseums, lief anlässlich des Welttags des Radios am 13. Februar 2016 um 14. Uhr. Bernd Schmid aus Bocksberg. hat jetzt auch die offizielle  Genehmigung einer Erweiterung der Reichweite auf das Stadtgebiet für einige Großveranstaltungen erhalten. Gestiftet hat den Sender Helmut Rau aus Quierschied. Ausgestrahlt werden im Umkreis von 300 Metern Schallplattenaufnahmen.
Im Herbst 2018 wurde der Sender zum Veranstaltungssender erweitert. Die Veranstaltungssendungen über Großveranstaltungen dürfen mit größerer Sendeleistung ausgestrahlt werden und sind im Umkreis von drei bis vier Kilometern empfangbar. Am 28. Oktober 2018 wurde erstmals von 14 bis 17 Uhr eine Veranstaltungssendung zum Wertinger Herbstmarkt ausgestrahlt, die im gesamten Stadtgebiet empfangbar war.